# 永田実 (アナウンサー)
永田 実（ながた みのる、1975年8月22日 - ）は、フリーアナウンサー。神奈川県相模原市出身。

## プロフィール
元々幼少の頃からアナウンサー志望で、ドーハの悲劇をテレビ観戦したことが契機で本格的にスポーツアナウンサーを志す。早稲田大学教育学部時代はアナウンス研究会に在籍。
大学卒業後の1998年、エフエム東京(TOKYO FM)にアナウンサーとして入社。本来は当時Jリーグの放映権を持っていたニッポン放送が第一志望だったが最終面接で落ちてしまい、「NHKだと最初の数年は地方勤務になるのが嫌」との理由でTOKYO FMを選んだ。
TOKYO FM在籍時の2000年からサッカー実況を担当（Jリーグ・FC東京戦、フレンドリーマッチ等）。
2007年12月末でTOKYO FMを退社。2008年よりフットメディアに所属、主にCS放送でスポーツ中継の実況を担当。

## 人物
将棋を愛好しており、囲碁・将棋チャンネル、ニコニコ生放送、AbemaTVの将棋番組でも司会・進行を担当する。
スキンヘッドの頭など、見た目が市川海老蔵 (11代目)に似ていることから、「アナウンス界の海老蔵」とも称される。

## 主な出演番組
- Jリーグ（J2）、UEFAチャンピオンズリーグ、UEFAヨーロッパリーグ（スカパー!）実況
- マッチデー♥Jリーグ（J1開催日のMC）
- UEFAヨーロッパリーグハイライト（スカパー!）ナレーション
- プレミアリーグ、ロシアサッカー・プレミアリーグ（J SPORTS）実況
- バルサTV（J SPORTS）実況
- E.N.G. ～English News Gathering～（J SPORTS）ナレーション
- デイリー・サッカーニュース・Foot!（J SPORTS）試合ハイライト実況、トピックナレーション
- J SPORTS cycle road race（J SPORTS）実況
- TOKYO FM SPORTS（月曜）（TOKYO FM）
- TOKYO FM NEWS（月曜夜間）（TOKYO FM）
- クロノス（金曜のニュース担当、2009.4-）（TOKYO FM）
- ニコニコ生放送-ニコニコ体育の日企画　ニコニコ秋の大運動会（試合実況担当、2010.10.11-）
- ZIP!（ニュース・Showbizのナレーション、2011.4-、月・火曜担当）（日本テレビ）
- 生島ヒロシのおはよう定食・おはよう一直線（生島ヒロシの代役、2012.1.2）（TBSラジオ）
- Bリーグ中継（リーグ制作の公式映像）
- 電王戦×TOYOTA「リアル車将棋」（2005年2月8日、ニコニコ生放送）司会[2]